# Per-Magnustjärnen
Per-Magnustjärnen är en sjö i Strömsunds kommun i Jämtland och ingår i Indalsälvens huvudavrinningsområde.